# Bralin (województwo zachodniopomorskie)
Bralin (niem. Adolfsruh) – wieś sołecka w Polsce położona w województwie zachodniopomorskim, w powiecie drawskim, w gminie Kalisz Pomorski. W latach 1975–1998 miejscowość administracyjnie należała do województwa koszalińskiego. W roku 2007 wieś liczyła 198 mieszkańców.

## Geografia
Wieś leży ok. 9 km na południowy wschód od Kalisza Pomorskiego, ok. 1 km na południe od rzeki Stawicy.

## Kultura
Wieś wyposażona jest w ogólnodostępne boisko sportowe do gry w piłkę nożną, plac zabaw dla dzieci oraz świetlicę wiejską.